# لوچو وگا
لوچو وگا (انگلیسی: Lucho Vega؛ زادهٔ ۹ آوریل ۱۹۹۹) بازیکن فوتبال است.